# Friedrich Fürstenberg
Friedrich Fürstenberg (* 22. April 1930 in Berlin; † 1. November 2023) war ein vielfältig wirkender deutscher Soziologe, der besonders im Bereich der Industrie-, Arbeits- und Religionssoziologie hervorgetreten ist.

## Leben
Friedrich Fürstenberg studierte Wirtschaftswissenschaften (Diplom-Volkswirt) und wurde 1952 an der Eberhard Karls Universität Tübingen zum Dr. rer. pol. promoviert. Er hielt sich 1953 bis 1957 zu Forschungszwecken in den USA, in Großbritannien und Frankreich auf. 1959 wurde er Leiter der Abteilung „Ausbildung“ der Daimler-Benz AG, 1961 Geschäftsführer des "Forschungsinstituts für Genossenschaftswesen" an der Friedrich-Alexander-Universität Erlangen-Nürnberg. 1962 habilitierte er sich dort. Er folgte den Rufen 1963 als Professor für Soziologie an die Bergakademie Clausthal in Clausthal-Zellerfeld, 1966 an die Johannes-Kepler-Universität Linz in Österreich, 1981 an die Ruhr-Universität Bochum, sodann 1986 am Seminar für Soziologie an die Rheinische Friedrich-Wilhelms-Universität Bonn, wo er 1995 emeritiert wurde.
Er nahm zahlreiche Gastprofessuren wahr, so an der University of Liverpool, der Gesamthochschule Siegen, der Macquarie University in Australien, der Keio-Universität in Tokio, der Universität Sofia (Bulgarien), dem Colegio de Puebla in Mexiko, der Technischen Universität Tsinghua in Beijing (Peking), China, der Technischen Universität Wien und der Universität Salzburg.
Sein Wirken wurde vielfach gewürdigt. Er wurde 1964–1967 zum Vorsitzenden des Sektion Religionssoziologie der Deutschen Gesellschaft für Soziologie gewählt, 1967 bis 1969 zum Vorsitzenden der Gesellschaft für Arbeitswissenschaft, 1983–1986 zum Präsidenten der International Industrial Relations Association und 1988 bis 1998 zum Vorstandsmitglied der Arbeitsgemeinschaft Sozialwissenschaftlicher Institute. 1991 verlieh ihm die Sōka-Universität in Tokio die Ehrendoktorwürde.
Anfang November 2023 verstarb Friedrich Fürstenberg im Alter von 93 Jahren.

## Wirken
Im Mittelpunkt des soziologischen Erkenntnisinteresses von Friedrich Fürstenberg steht die Bestimmung von Struktur und Kultur im Allgemeinen und von Sozialstruktur als Wirkungszusammenhang sozialer Handlungsfelder im Besonderen. In seiner ersten fachsoziologischen Veröffentlichung (1954) benutzte Fürstenberg den Ausdruck „Soziales Spannungsfeld“ – ein Anzeichen seines strukturfunktionalistischen Ausgangspunkts. Seine grundlegende Arbeit von 1956 setzte sich schon eigenständiger mit dem soziologischen Strukturbegriff auseinander und versucht eine dynamisierte Betrachtungsweise. Fürstenbergs Habilitationsschrift 1962 präzisiert und konkretisiert den sozialen Feldbegriffs im Versuch, „die Gegenwartsgesellschaft [...] zunächst dynamisch auf die gestaltenden Kräfte zu analysieren, die die Gesamtstruktur bestimmen. Die Prozessabläufe werden also nicht [...] a priori in ein soziales System eingeordnet, sondern als dessen oft unabhängig wirkende Grundlage betrachtet. Die feststellbaren Impulse müssen sodann in ihrer Bedeutung für die verschiedenen Sozialsektoren verfolgt werden“. Der jeweilige Sozialsektor wird als „soziales Feld“ gekennzeichnet, wodurch „an die Stelle eines Modells mechanistischer Kausalbeziehungen die Vorstellung eines Kontinuums von Wechselwirkungen“ gesetzt wird.
Allgemeiner und damit auch stärker vom Systembegriff abgesetzt wird in Sozialstruktur als Schlüsselbegriff der Gesellschaftsanalyse (1966) das Konzept des „Handlungsfeldes“ herausgearbeitet und als wesentlicher Bestandteil einer Sozialstrukturanalyse dargestellt mit dem Ziel, Aussagen über die Wirkungsweise der sozialen Felder in einer Gesellschaft zu machen, wodurch die Grundposition wesentlich solche Analysen ergänzt, in deren Mittelpunkt die quantitative Ermittlung von Soziallagen durch Datenmodellierung steht. Bei der Frage nach Strukturen der sozialen Ungleichheit etwa geht es nicht nur um den Verteilungsmodus von Soziallagen, sondern auch um die Reproduktionsmuster sozialen Handelns: Jede Sozialstruktur kann einen mehr oder weniger ausgeprägten Verfestigungsgrad im Sinne von handlungsbezogener Normbindung haben. In den Handlungsfeldern nehmen Personen und Gruppen ebenfalls mehr oder weniger festgelegte Positionen ein, die eine situationsspezifische Soziallage mit entsprechenden Ressourcen kennzeichnet. Entsprechend den unterschiedlichen Soziallagen bilden sich Interessen zu deren Bewahrung oder Veränderung heraus, die das Handlungsfeld in ein soziales Spannungsfeld transformieren. Interessen können sich im Zusammenhang mit Bedürfnissen und sozialkulturellen Werten zu Orientierungsmustern entwickeln, die das Sozialbewusstsein der Handlungsträger nachhaltig prägen. Diese sind auch durch Sozialisationsprozesse überlieferungsfähig. In der gesellschaftlichen Praxis entwickeln sich durch Habitualisierung von entsprechenden Haltungen und Mentalitäten Identifizierungsmuster, die eine Typisierung der Handlungsträger ermöglichen.
Auch hat Friedrich Fürstenberg als engagierter Zeitgenosse, etwa in einem ausgreifenden Kommentar zu Problemen der deutsch-deutschen Staatsvereinigung von 1990 und aktuell im Kommentar zum Terroristenkrieg (2001), im Sinne Karl Mannheims eine „Diagnose unserer Zeit“ versucht. In Anwendung seines theoretischen Ansatzes ging es ihm in der Transformationsforschung nie nur um Ökonomie und Wirtschaftssysteme, sondern um die Einführung der Marktwirtschaft als soziokulturelles (Entwicklungs-)Projekt und damit auch um Marktwirtschaft im Kulturzusammenhang zwischen Freiheit/en und Bindung/en:
„Es kommt darauf an, marktwirtschaftliche Mechanismen und Abläufe sozialstrukturell zu verankern. Dies geschieht insbesondere durch Förderung von Handlungsmotivation, Handlungskompetenz und Schaffung von Handlungsspielraum [...] Zur Einführung einer funktionsfähigen Marktwirtschaft wird eine Strukturpolitik erforderlich, die sich als Ordnungspolitik fortsetzen kann. Sie bezweckt ein wohlstandssteigerndes Marktgeschehen auf der Grundlage hinreichender Handlungskompetenz der Bürger. Dahinter steht als Ziel die Stabilisierung und Verbesserung von Lebenslagen und die Modernisierung von Lebensformen, die gesamtdeutschen, ja europäischen Ansprüchen genügt. Lebensformen stabilisieren sich in Solidargemeinschaften. Marktwirtschaftliche Prozesse können den individuellen Freiheitsgrad erhöhen. Eine freiheitlich verfaßte Gesellschaft braucht beides: Spielräume für freie Entscheidungen und als deren Ergebnis sozial verpflichtende Bindungen. Die deutsche Einheit vollendet sich nicht allein marktmäßig im Spiel von Angebot und Nachfrage, auch nicht nur bürokratisch im Netzwerk von Rechten und Pflichten, sondern im Bewußtsein eigenständig, aber auch solidarisch handelnder Personen.“
In den letzten Jahren veröffentlichte Friedrich Fürstenberg auch online-Texte, z. B. literatur- und wissenschaftsgeschichtliche Aufsätze über Carl Zuckmayer 2004 und Paul F. Lazarsfeld 2005, und hielt zeitkritische Vorträge, z. B. über „Sozialstruktuelle Folgen globalisierter Finanzmärkte“ 2006.

## Festschriften
- Brunhilde Scheuringer (Hrsg.): Wertorientierung und Zweckrationalität. Soziologische Gegenwartsbestimmungen. Friedrich Fürstenberg zum 60. Geburtstag (1990).
- Clemens Heidack (Hrsg.): Arbeitsstrukturen im Umbruch. Festschrift für Prof. Dr. Dr. h. c. Friedrich Fürstenberg (1995,2. Aufl.1997)

## Soziologenausbildung
Zur Soziologenausbildung steht ein Interview mit Friedrich Fürstenberg aus Linz/Donau (Sept. 2007) im Netz. Dort geht es sowohl um das herkömmliche Theorie-Praxis-Verhältnis als auch um eine neue Qualifikation-Kompetenz-Problematik.

## Publikationen

### Monographien
- Probleme der Lohnstruktur (1958)
- Wirtschaftssoziologie (1961, ²1970, japan. 1972)
- Das Aufstiegsproblem in der modernen Gesellschaft (1962, 1969)
- Die Sozialstruktur der Bundesrepublik Deutschland (1967, 6. Aufl.1978, chines. 1987)
- Soziologie. Hauptfragen und Grundbegriffe (1971, ³1978)
- Japanische Unternehmensführung (1972, ²1981)
- Industriesoziologie (1975)
- Konzeption einer interdisziplinär organisierten Arbeitswissenschaft (1975)
- Einführung in die Arbeitssoziologie (1977)
- Soziale Unternehmenspolitik (1977)
- Structure and Strategy in Industrial Relations (1991)
- Soziale Handlungsfelder (1995)
- Zur Soziologie des Genossenschaftswesens (1995)
- Wirtschaftsbürger in der Berufsgesellschaft? (1997)
- Die Zukunft der Sozialreligion (1999)
- Arbeitsbeziehungen im gesellschaftlichen Wandel (2000)
- Berufsgesellschaft in der Krise (2000)
- Wunschwelten und Systemzwänge. Handlungsorientierungen im Kulturzusammenhang, Lit Verlag, Münster 2004
- Kooperative Arbeitsorganisation (2005)
- Die Bürgergesellschaft im Strukturwandel, Lit Verlag, Münster 2011

### Herausgeberschaft
Hervorragende Bedeutung für die Nachkriegs-Soziologie der Bundesrepublik Deutschland hatte seine 1959–1977 mit Heinz Maus, später auch mit Frank Benseler im Luchterhand-Verlag herausgegebene und breit gefächerte Buchreihe Soziologische Texte, die viele Werke aus dem historischen und internationalen Spektrum der Soziologie erstmals zugänglich machte.